# Matthias Koch (Journalist, 1962)
Matthias Koch (* 15. April 1962; † 29. Mai 2025) war ein deutscher Journalist.

## Werdegang
Koch studierte Jura und Politik in Tübingen, Hamburg und Washington D.C.
1989 volontierte er bei der Hannoverschen Allgemeinen Zeitung (HAZ). Anfang der 1990er Jahre wurde er Politik-Ressortleiter und im Jahr 2000 stellvertretender Chefredakteur. Zum 1. Juni 2011 löste er mit  Hendrik Brandt als Doppelspitze Ulrich Neufert als Chefredakteur ab.
Im Jahr 2013 berief die Verlagsgesellschaft Madsack Koch zum Gründungschefredakteur des RedaktionsNetzwerks Deutschland (RND). Interimistisch übernahm er 2016 parallel zu seiner Aufgabe als RND-Chefredakteur in Hannover von der ausscheidenden Ulrike Demmer die Leitung des RND-Hauptstadtbüros in Berlin. Seit 2020 war er Chefautor des Redaktionsnetzwerks.
Koch war mit einer Journalistin verheiratet und hatte mit ihr zwei Söhne. Mit seiner Familie lebte er in Kirchrode. Koch starb am 29. Mai 2025 an einer Krebserkrankung im Alter von 63 Jahren.